# Гранитненский сельский совет (Донецкая область)
Гранитненский сельский совет (укр. Гранітненська сільська рада) — бывший орган местного самоуправления в Волновахском районе Донецкой области с административным центром в селе Гранитное. До 2014 года — в составе Тельмановского района.

## Населённые пункты
Сельскому совету подчинены населённые пункты:
- Гранитное (3576 жителей на 2001 год)
- Старомарьевка (302 жителя на 2001 год)

## История
По состоянию на 1973 год в сельский совет входило три населённых пункта: Гранитное, Старомарьевка и Новосёловка.
31 октября 2014 года Кабинет министров Украины включил территорию Гранитненского сельского совета в зону проведения антитеррористической операции. В августе 2015 года сельский совет попал в список ЦИК Украины, где проведение местных выборов невозможно по соображениям безопасности.
В ходе процесса объединения (укрупнения) районов Украины в рамках административно-территориальной реформы 2020 года Гранитненский сельский совет был присоединён к Мирненской поселковой общине.

## Органы управления
Сельский совет состоял из 20 депутатов, включая председателя. С начала 1990-х годов председателем совета являлся Леонид Николаевич Хайтулов, член Партии регионов.